# 逆光 (坂本真綾の曲)
「逆光」（ぎゃっこう）は、坂本真綾の楽曲。坂本の29枚目のシングルとして、2018年7月25日にFlyingDogからリリースされた。

## 概要
表題曲「逆光」は、国内累計約2,400万ダウンロードを記録したスマートフォン向けRPG『Fate/Grand Order』の第2部「Fate/Grand Order -Cosmos in the Lostbelt-」主題歌として使用された楽曲。歌詞は第1部に引き続き坂本が担当し、ゲーム制作サイドとの入念な打ち合わせを経て書き下ろされた。作曲と編曲は伊澤一葉（the HIATUS、東京事変）が手がけている（編曲は江口亮、石塚徹と共同。）。CDシングルに先行して、2018年1月31日よりアニソン定額配信アプリ「ANiUTa (アニュータ)」にて独占フルサイズ配信されていた。
カップリング曲としてアーケードゲーム『Fate/Grand Order Arcade』の主題歌「空白」と「FGO」第1部の主題歌「色彩」のアンプラグドバージョンを同時収録し、「Fate/Grand Order」色の強い作品となっている。「空白」は「色彩」を手がけたla la larksが作曲・編曲・演奏をつとめ、「色彩」はスタジオでライブ録音した演奏に坂本のボーカルを乗せたバージョンとなっている。
仕様は、ジャケット写真に坂本の撮り下ろし写真を使用した「MAAYA盤」と武内崇の描き下ろしイラストを採用した「FGO盤」の2種類が用意された。

## 収録曲
| 全作詞: 坂本真綾。 |                              |          |             |                  |                          |
| #                  | タイトル                     | 作詞     | 作曲        | 編曲             | ストリングスアレンジ     |
| 1.                 | 「逆光」                     | 坂本真綾 | 伊澤一葉    | 伊澤一葉、江口亮 | 伊澤一葉、江口亮、石塚徹 |
| 2.                 | 「空白」                     | 坂本真綾 | la la larks | la la larks      | 石塚徹、江口亮           |
| 3.                 | 「色彩 -unplugged session-」 | 坂本真綾 | la la larks | 扇谷研人         |                          |
| 4.                 | 「逆光 -Instrumental-」      | 坂本真綾 |             |                  |                          |
| 5.                 | 「空白 -Instrumental-」      | 坂本真綾 |             |                  |                          |

## 演奏
- 坂本真綾
  - Vocal
  - Backing Vocals (#1.2)
- 伊澤一葉 (東京事変、the HIATUS)：Acoustic Piano & Programming (#1)
- 江口亮
  - Programming (#1.2)
  - Keyboards (#2)
- 比田井修：Drums (#1)
- 須藤優：Bass (#1)
- 設楽博臣：Guitar (#1)
- ターキー：Drums (#2)
- クボタケイスケ：Bass (#2)
- 三井律郎：Electric Guitar (#2)
- 内村友美：Backing Vocals (#2)
- 徳永友美：1st Violin (#2)
- 伊能修：2nd Violin (#2)
- 岡さおり：Viola (#2)
- 堀沢真己：Cello (#2)
- 扇谷研人：Acoustic Piano (#3)
- 渡辺等：Wood Bass (#3)
- 石成正人：Acoustic Guitar (#3)
- 松本智也：Percussion (#3)